# Wielki Staw Spiski
Wielki Staw Spiski (słow. Veľké Spišské pleso) – staw położony na wysokości 2014 m n.p.m., w Dolinie Pięciu Stawów Spiskich (górna część Doliny Małej Zimnej Wody), w słowackich Tatrach Wysokich. Pomiary pracowników TANAP-u z lat 60. XX wieku wykazują, że ma on powierzchnię 3,480 ha, wymiary 324 × 182 m i głębokość ok. 10 m. Leży nieopodal Schroniska Téryego. Jest największy spośród wszystkich Pięciu Stawów Spiskich, pozostałe to: Zadni Staw Spiski, Mały Staw Spiski, Pośredni Staw Spiski i Niżni Staw Spiski.
Ma odpływ, którym woda spływa do Pośredniego Stawu Spiskiego.

## Szlaki turystyczne
– zielony szlak od Schroniska Zamkovskiego dnem Doliny Małej Zimnej Wody do Schroniska Téryego (przechodzi obok południowo-wschodniego brzegu stawu), stąd dalej razem ze szlakiem żółtym i po jego odłączeniu na Lodową Przełęcz, skąd dalsza droga prowadzi aż do Jaworzyny Tatrzańskiej.
- Czas przejścia od Schroniska Zamkovskiego do Schroniska Téryego: 1:45, ↓ 1:20 h
- Czas przejścia od Schroniska Téryego na Lodową Przełęcz: 1:30 h, ↓ 1:20 h
- Czas przejścia z przełęczy do Jaworzyny: 4 h, ↑ 5 h

  – żółty szlak, biegnący początkowo razem z zielonym, potem przechodzący w jednokierunkowy szlak przez przełęcz Czerwoną Ławkę do Doliny Staroleśnej (przechodzi obok południowo-wschodniego brzegu stawu).
- Czas przejścia ze Schroniska Téryego na Czerwoną Ławkę: 1:30 h
- Czas przejścia z przełęczy do Schroniska Zbójnickiego: 1:45 h